# Solist

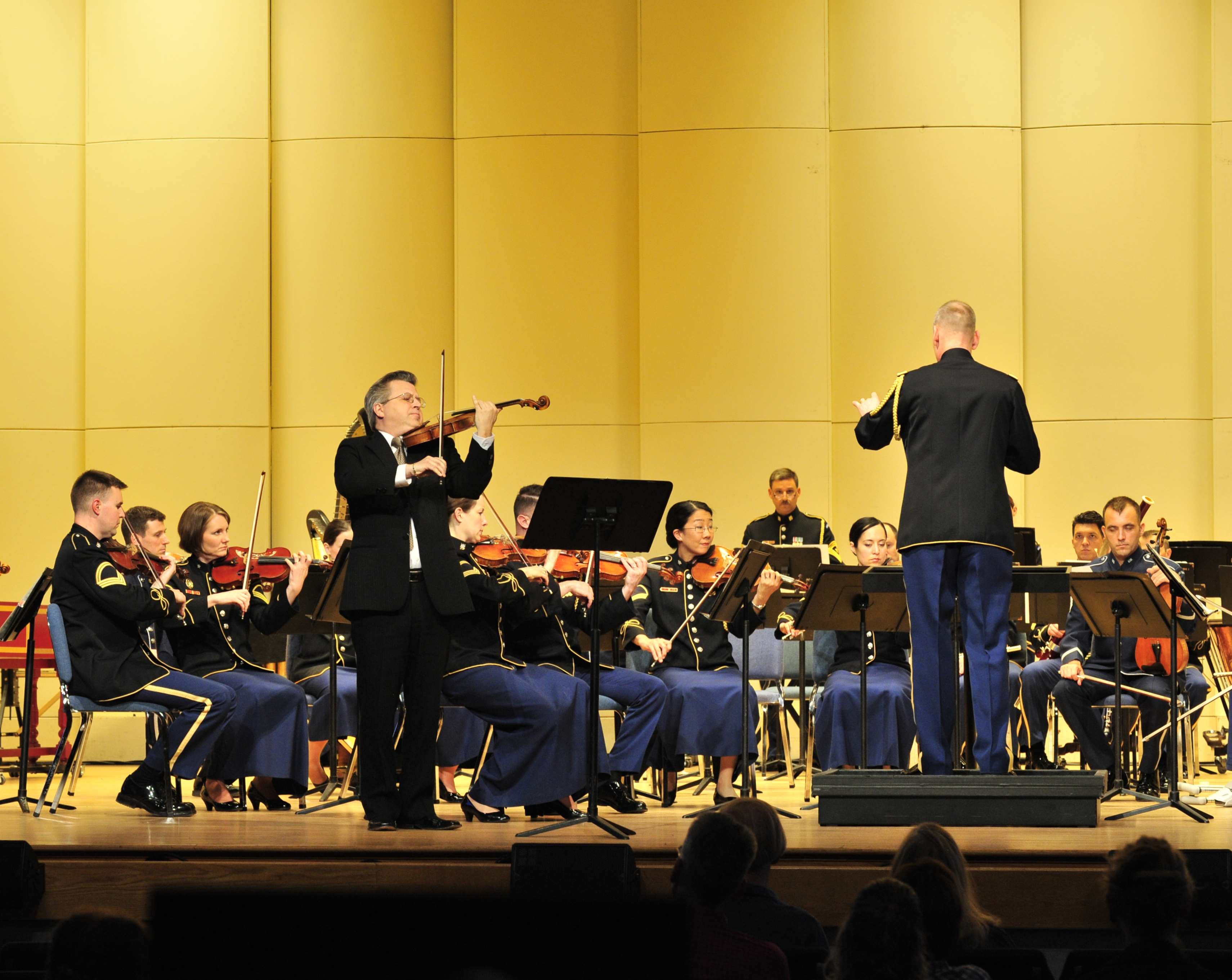
Een solist (links) tijdens een vioolconcert

Een solist is een musicus die een aparte partij speelt, danst of zingt, alleen of tezamen met andere solisten, piano, orgel, koor of orkest. In de uitvoering van een pianoconcert bijvoorbeeld, is de pianist de solist.
De solisten die zangpartijen verzorgen in een vocaal werk met instrumentale begeleiding bestaan uit bas, bariton, tenor, alt en sopraan. 
Er zijn voorbeelden van wat dubbele solisten kunnen worden genoemd, zoals de rol van Papageno in Wolfgang Amadeus Mozarts De Toverfluit, die zanger is en ook klokkenspelbespeler.